# Miroslăvești
Miroslăvești – wieś w Rumunii, w okręgu Prahova, w gminie Puchenii Mari. W 2011 roku liczyła 1955 mieszkańców.